# L'Épatant
L'Épatant est un ancien journal de bandes dessinées humoristiques créé le 9 avril 1908 par les Publications Offenstadt, maison d'édition des frères Offenstadt, qui est paru jusqu'au 24 août 1939. L'Épatant était un hebdomadaire qui paraissait tous les jeudis.

## Histoire
Le premier numéro était un supplément gratuit du Petit Journal, il comptait seize pages. Les premières années le journal coûte cinq centimes, son prix commence à augmenter régulièrement à partir du 9 août 1917 pour atteindre trente centimes en 1920, prix qu'il conservera jusqu'en 1936. Le journal contient des nouvelles, des romans-feuilletons et des récits illustrés, ces derniers sont racontés sous la forme de dessins accompagnés d'un texte (narration ou dialogue) placé en dessous.
C'est dans le numéro 9 de l'Épatant (du 4 juin 1908) que Louis Forton publiera pour la première fois sa célèbre série de bande dessinée les Pieds nickelés.
Durant la Première Guerre mondiale, le journal met fortement l'accent sur le patriotisme et la mise en valeur des combattants français, notamment à travers les facéties des Pieds Nickelés.
Dans son ouvrage autobiographique Les Mots, Jean-Paul Sartre évoque son attrait pour la revue : « J'inventai un univers difficile et mortel – celui de  Cri-Cri, de L'Épatant, de Paul d'Ivoi ».
Face à l'arrivée de la concurrence américaine, notamment le Journal de Mickey, la Société parisienne d'édition (nouveau nom des Publications Offenstadt) inaugure le 2 septembre 1937 une nouvelle formule de l'Épatant : le format augmente pour passer en 39,5 × 52 cm, la numérotation redémarre au numéro 1, le titre est écrit avec un graphisme plus moderne et la une est constituée par une bande dessinée. Cependant le 27 octobre 1938, le format repasse en 20 × 26 cm et la première page est à nouveau illustrée par un dessin unique. Cette nouvelle série durera jusqu'au 24 août 1939. L'Épatant fusionne alors avec le journal l'As également publiée par la Société parisienne d'édition.
Dans les années 1960, la Société parisienne d'édition est absorbée par les publications Georges Ventillard.
Plusieurs tentatives de renaissance du titre ont eu lieu. La première a duré du 19 avril au 22 novembre 1951, avec 32 numéros hebdomadaires de 8 pages comportant en particulier les séries Les Pieds Nickelés (dessinée par Pellos), Bibi Fricotin (par Pierre Lacroix) et Les Aventures préhistoriques de Tétar-Zan (de Mat et Lortac). Une seconde relance a été tentée du 2 mars au 2 novembre 1967 (36 numéros hebdomadaires de 28 pages), et une troisième de décembre 1967 à juin 1969 (douze numéros mensuels puis bimestriels au format poche). Mais ces nouvelles formules n'ont pu s'imposer face à la puissante concurrence des hebdomadaires qui proposaient une BD plus exigeante en qualité, Spirou et Tintin, rejoints à partir de 1959 par Pilote.
En 1981, le journal Marius, également propriété du groupe Ventillard, change son titre en l'Épatant Marius pour huit numéros, avant d'être absorbé par le Hérisson, qui disparaît en 1994.

## Lectures
- Patrick Gaumer, « Épatant (L') », dans Dictionnaire mondial de la BD, Paris, Larousse, 2010 (ISBN 9782035843319), p. 299.
- Jean-Louis Touchant, La Fabuleuse Histoire de L’Épatant, dossier paru dans le magazine le Rocambole n° 52-53 Les illustrés pour la jeunesse, 2010